# Elena Conterno
Elena Aída Conterno Martinelli (12 de diciembre de 1969) es una economista peruana. De marzo de 2019 a junio de 2022 se desempeñó como presidenta de IPAE Asociación Empresarial.
Fue ministra de la Producción del Perú de octubre de 2008 a julio de 2009, durante el segundo gobierno de Alan García Pérez y presidenta de la Sociedad Nacional de Pesquería de mayo de 2013 a febrero de 2019.

## Biografía
Estudió en el Colegio Villa María de la ciudad de Lima.
Se graduó en Economía en la Universidad del Pacífico. Cuenta con una maestría en Administración Pública en la Escuela de Gobierno John F. Kennedy de la Universidad de Harvard. Se ha especializado en políticas públicas, gestión pública, reforma y descentralización del Estado.
Desempeñó cargos ejecutivos y de asesoría en instituciones públicas como la Presidencia del Consejo de Ministros del Perú, el Ministerio de Economía y Finanzas del Perú, el Ministerio de Transportes y Comunicaciones del Perú, entre otros.
Ha sido también miembro de directorio de entidades estatales como Fondo Mi Vivienda, COFIDE y el Fondo de Cooperación para el Desarrollo Social (FONCODES), así como consultora de USAID, Banco Mundial, BID y GTZ.
De 2003 a 2007 fue coordinadora de área del Proyecto USAID-Pro Descentralización.
De junio de 2010 a mayo de 2013 fue jefa del Proyecto USAID-Facilitando Comercio, proyecto de cooperación internacional de los Estados Unidos en apoyo al Perú y otros países del área andina en el desarrollo de capacidades para el comercio.
El 14 de mayo de 2013 fue elegida presidenta de la Sociedad Nacional de Pesquería (SNP) para el periodo 2013-2015. En tal calidad, pidió eliminar la restricción a la pesca industrial en la franja de la milla 5 a la 10, debido a que la medida no logró su propósito que es promover la pesca de anchoveta para consumo humano, y muy al contrario, ha hecho retroceder al sector en más de 85 mil toneladas entre los años 2011- 2014.
Conterno es miembro del directorio de Scotiabank Perú, de Profuturo AFP y de la Universidad Peruana de Ciencias Aplicadas. Ha sido también miembro del directorio de CARE Perú.
Ha sido también presidenta del comité organizador de la Conferencia Anual de Ejecutivos (CADE) 2015, evento en el que se presentaron los principales candidatos a la presidencia del Perú con miras a las elecciones generales de 2016.
En 2019 fue elegida como presidenta del IPAE

## Ministra de la Producción
El 14 de octubre de 2008 juramentó como ministra de la Producción del segundo gobierno de Alan García, en reemplazo de Rafael Rey Rey, que había ocupado dicho portafolio desde el inicio de dicho gobierno.
Durante su gestión se dio la Resolución Ministerial 100-2009-PRODUCE, la cual establecía que solo las embarcaciones artesanales registradas en las Direcciones Regionales de la Producción (DIREPRO) podían extraer anchoveta para consumo humano directo.
Renunció al Ministerio en julio de 2009.